# Schweinsteigeralm
Die Schweinsteigeralm ist eine Alm im Ortsteil Niederaudorf der Gemeinde Oberaudorf.
Die Almhütte „Kaser 2“ der Schweinsteigeralm steht unter Denkmalschutz und ist unter der Nummer D-1-87-157-127 in die Bayerische Denkmalliste eingetragen.

## Baubeschreibung

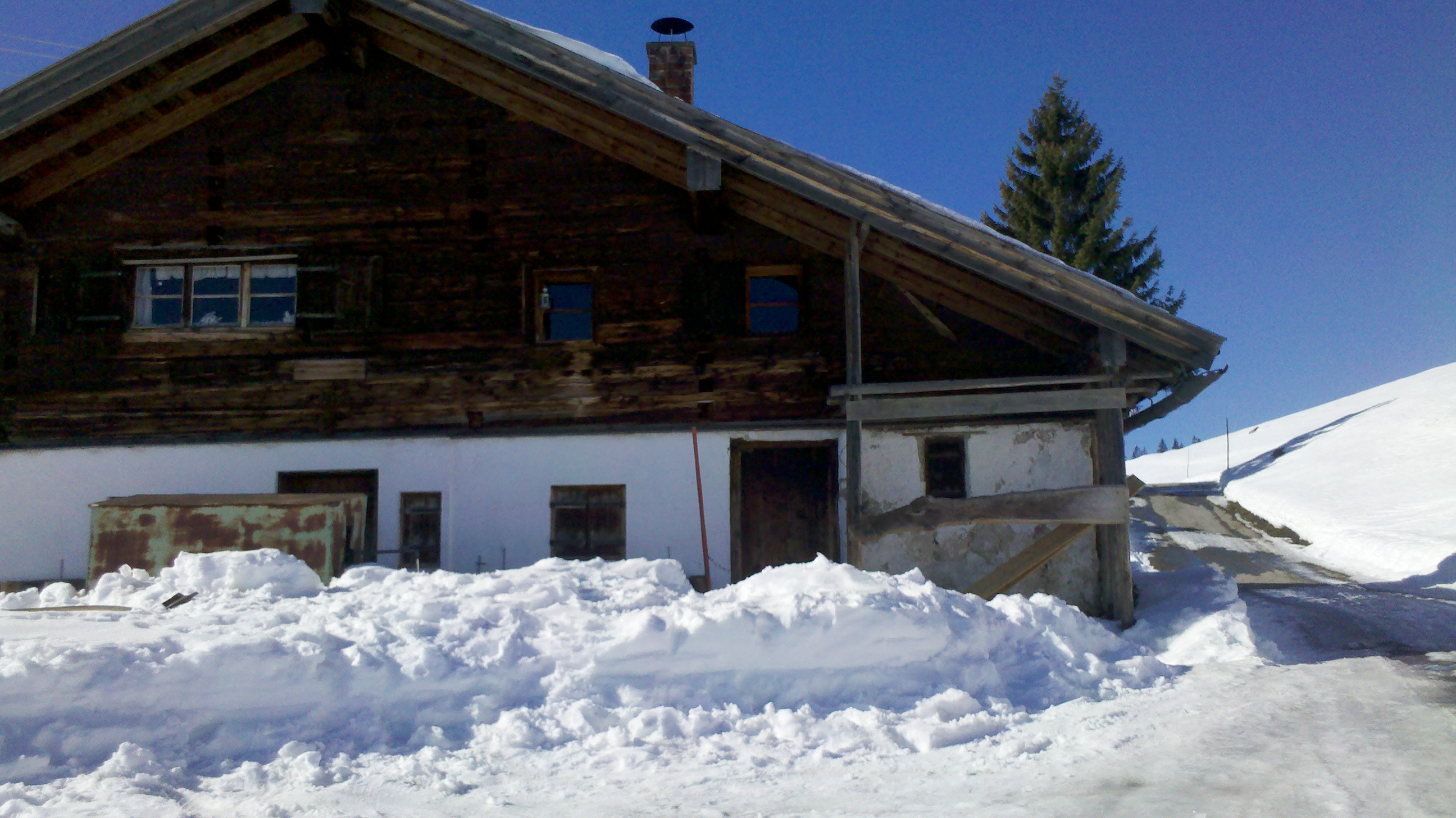
„Kaser 2“ auf der Schweinsteigeralm

Der „Kaser 2“ der Schweinsteigeralm ist ein 18 Meter langer, erdgeschossiger Satteldachbau, der weitgehend in Blockbauweise errichtet wurde. Der Wohnteil ist dreiseitig vom Stall umgeben. Das Gebäude wurde vermutlich im 18. Jahrhundert um 1766 erbaut.
Der „Kaser 1“ ist das östliche Gebäude mit drei Türen am Nordgiebel. Der Bau ist mit dem Jahr 1989 bezeichnet.  

## Heutige Nutzung
Die Schweinsteigeralm ist bestoßen, jedoch nicht bewirtet.

## Lage
Die Schweinsteigeralm befindet sich im Mangfallgebirge auf einer Höhe von 1210 m ü. NN. nördlich des Sudelfelds, wovon sie durch den Auerbach und den Sudelfeldpass getrennt wird. Sie ist über eine Privatstraße ab der Sudelfeldstraße (Bundesstraße B307) gut zu erreichen. In nahezu direkter Nachbarschaft befinden sich östlich die Kelheimer Hütte und die Jackelberg-Alm, westlich die Lacheralm und nördlich die Steinbeisshütte und Wild-Alpe.